# 高农斧
高农斧（？—1940年），绥德县深沟村人，八路军、新四军将领。
抗日战争期间，高农斧任八路军115师344旅政治部民运科科长，344旅政治部主任，新四军4纵4旅，新四军4师10旅政治部主任，兼苏北军区淮海分区政治部主任，淮海分区2支队政治委员，1944年10月因病后去延安修养，同月病逝。